# Patrick Duffy (escrime)
Pour les articles homonymes, voir Patrick Duffy et Duffy.
Patrick Duffy, né le 5 avril 1921 et mort en 1987, est un escrimeur irlandais.

## Biographie
Il participe aux Jeux olympiques d'été de 1948 et ceux de 1952.